# Rockdale (LGA)
City of Rockdale is een Local Government Area (LGA) in Australië in de staat New South Wales en behoort tot de agglomeratie van Sydney. City of Rockdale telt 102.211 inwoners. De hoofdplaats is Rockdale.